# 劇映画
劇映画（げきえいが、narrative film、fictional film、fiction film）とは、フィクション・ 物語、または創作された話・出来事を語る映画のこと。なお、劇映画という呼称は一般的なもので、研究上は物語映画（ものがたりえいが）という呼称が使われている。虚構ではあるが、話や登場人物が本当らしくあれば、観客は語られている内容をリアルと思うかもしれない。ライティングやカメラの動き、脚本、俳優の演技も重要な要素である。
なお、ドラマ映画（drama film、drama movie）は劇映画の1ジャンル。

## 概要
リュミエール兄弟の『水をかけられた散水夫 』（1895年12月28日公開）が世界最初の劇映画と言われている。翌1896年にはアリス・ギイが『キャベツ畑の妖精』を監督。そして1902年、ジョルジュ・メリエスが『月世界旅行』を発表 。アメリカ合衆国でも1903年に『大列車強盗』が作られた。それ以前の映画は、たとえば『ラ・シオタ駅への列車の到着』（1895年、リュミエール兄弟）のような、日常の出来事の中の動いている人や物を撮っただけの映画だった。メリエスらが進化させた映画技術は、劇映画を映画のスタイルとして発展させることに繋がった。以後、劇映画はコメディ映画や西部劇という映画のジャンルを生み、さらに多様なジャンルに派生していった。
日本最初の劇映画は『清水定吉』（1898年、小西写真店、浅野四郎撮影）と言われるが、記録としては不十分だという。
劇映画とは別に、ドキュメンタリー、実験映画なども生まれた。純粋なドキュメンタリーはノンフィクションであるものの、それでも物語を語る場合もある。やがて劇映画とドキュメンタリーのハイブリッドも生まれてくる。
登場人物・シチュエーション・イベントのすべてが作者の頭の中で作られる小説と違って、映画は実在する俳優がカメラの前で演技する。
古典的ハリウッド映画の出現以来、商業映画においては劇映画が支配的になり、「映画」といえば「劇映画」のことになってしまった。

## 文献
- David Bordwell, Mark Dherrick Cuevas, and Kristin Thompson. 1997. Film Art: An Introduction. Fifth ed. New York: The McGraw-Hill Companies. ISBN 0-07-114073-5.